# Siebold-Grüntaube
Die Siebold-Grüntaube (Treron sieboldii) oder Siebold-Fruchttaube, gelegentlich auch Japanische Grüntaube genannt, ist eine Art der Taubenvögel. Sie ist in Ostasien in mehreren Unterarten verbreitet und zählt mit der Keilschwanz-Grüntaube zu den Grüntauben mit dem nördlichsten Verbreitungsgebiet. Sie zählt zu den wenigen Zugvögeln unter den Grüntauben: Die japanischen Populationen überwintern in China.
Die Bestandssituation der Siebold-Grüntaube wird von der IUCN mit nicht gefährdet (least concern) angegeben.

## Erscheinungsbild

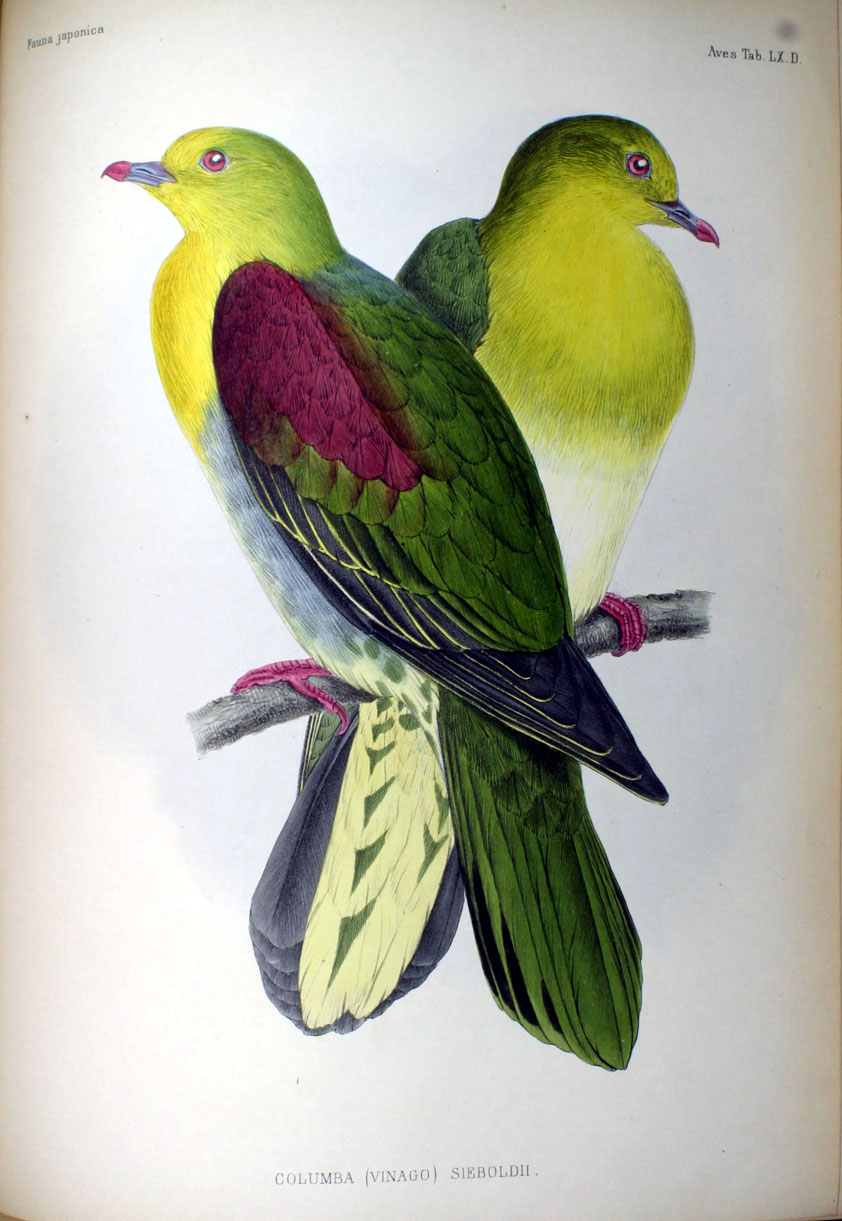
Siebold-Grüntaube, Illustration

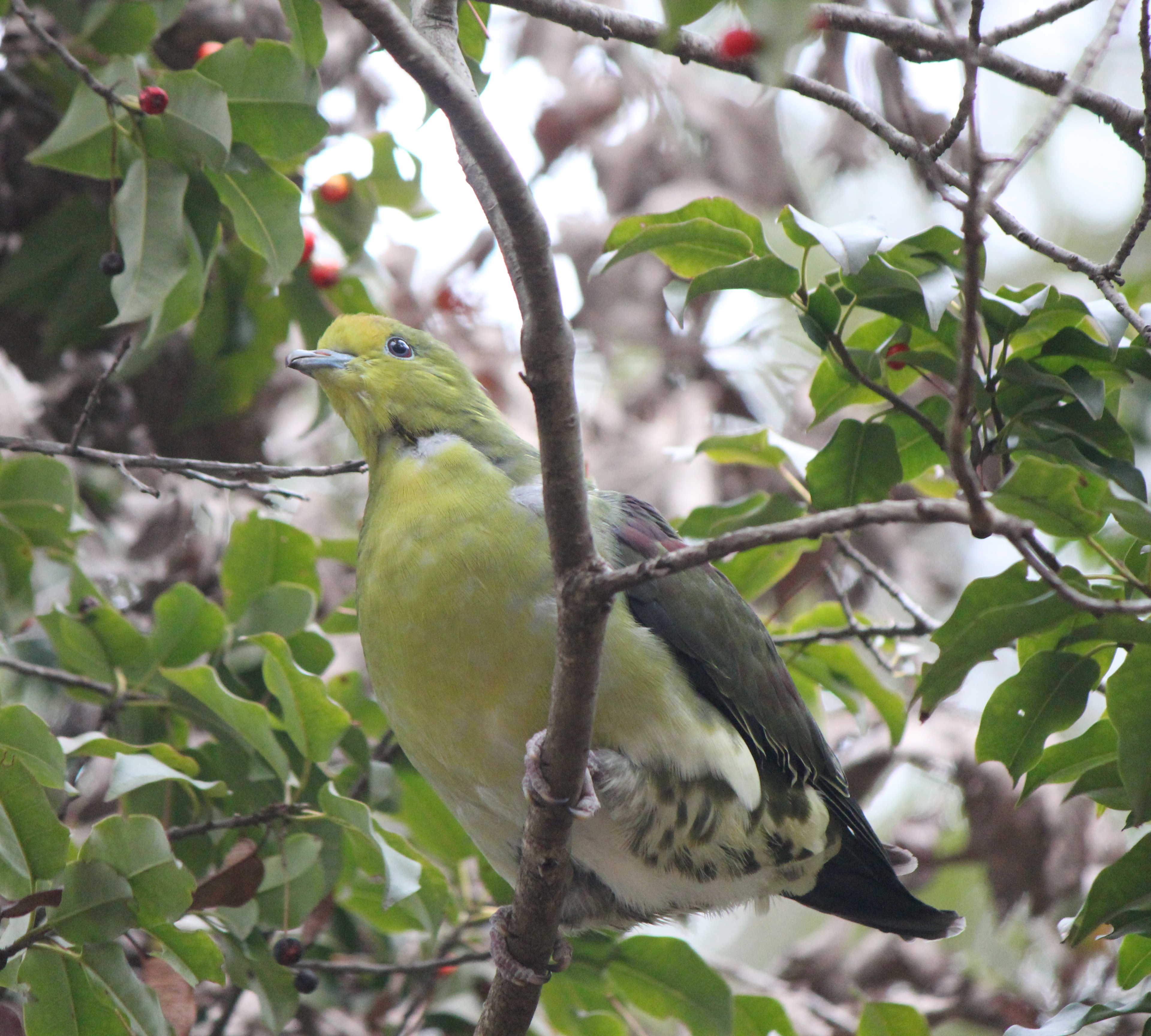
Siebold-Grüntaube in Japan, beim Fressen der Früchte einer Stechpalme

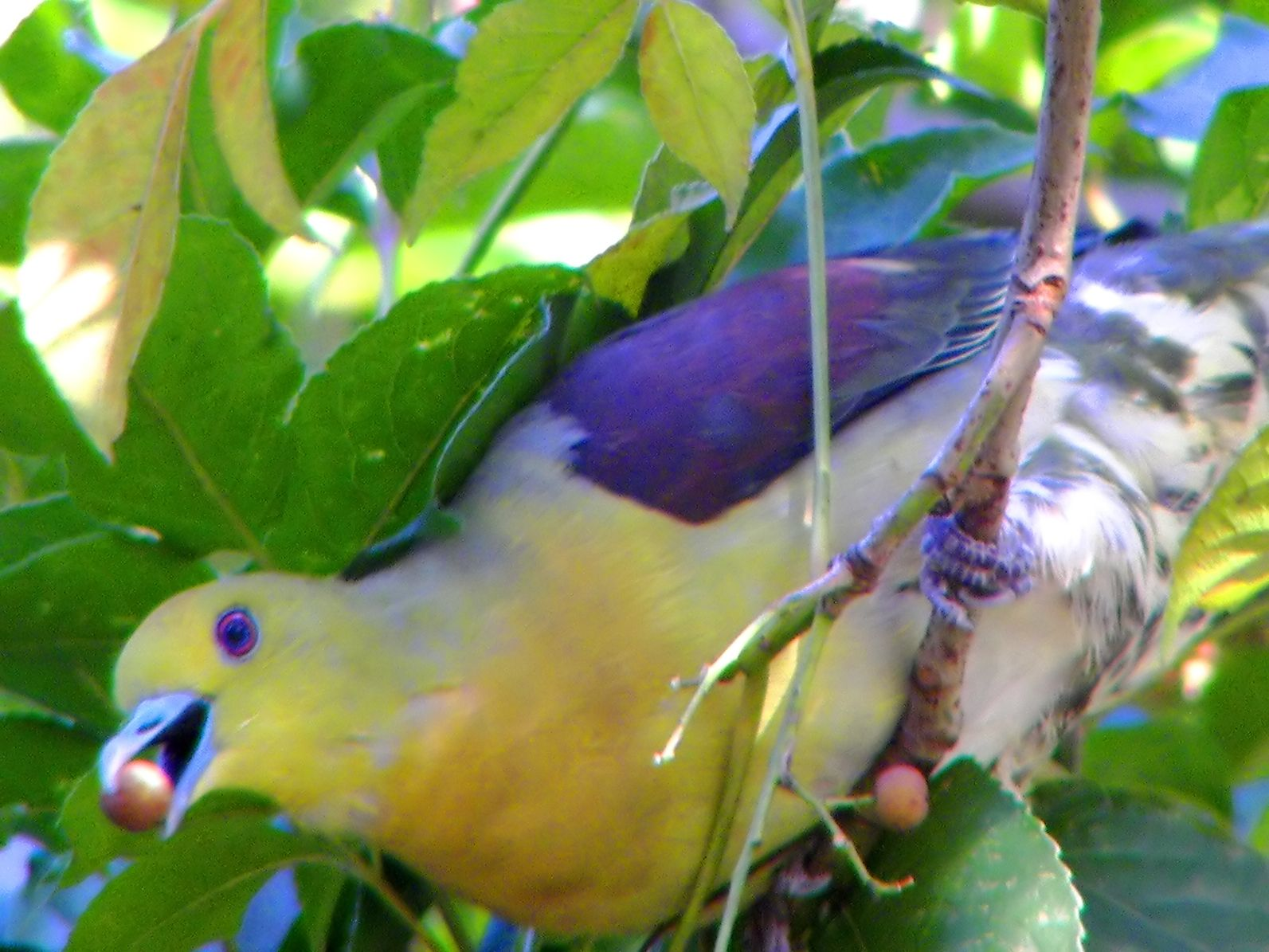
Männliche Siebold-Grüntaube, Taiwan

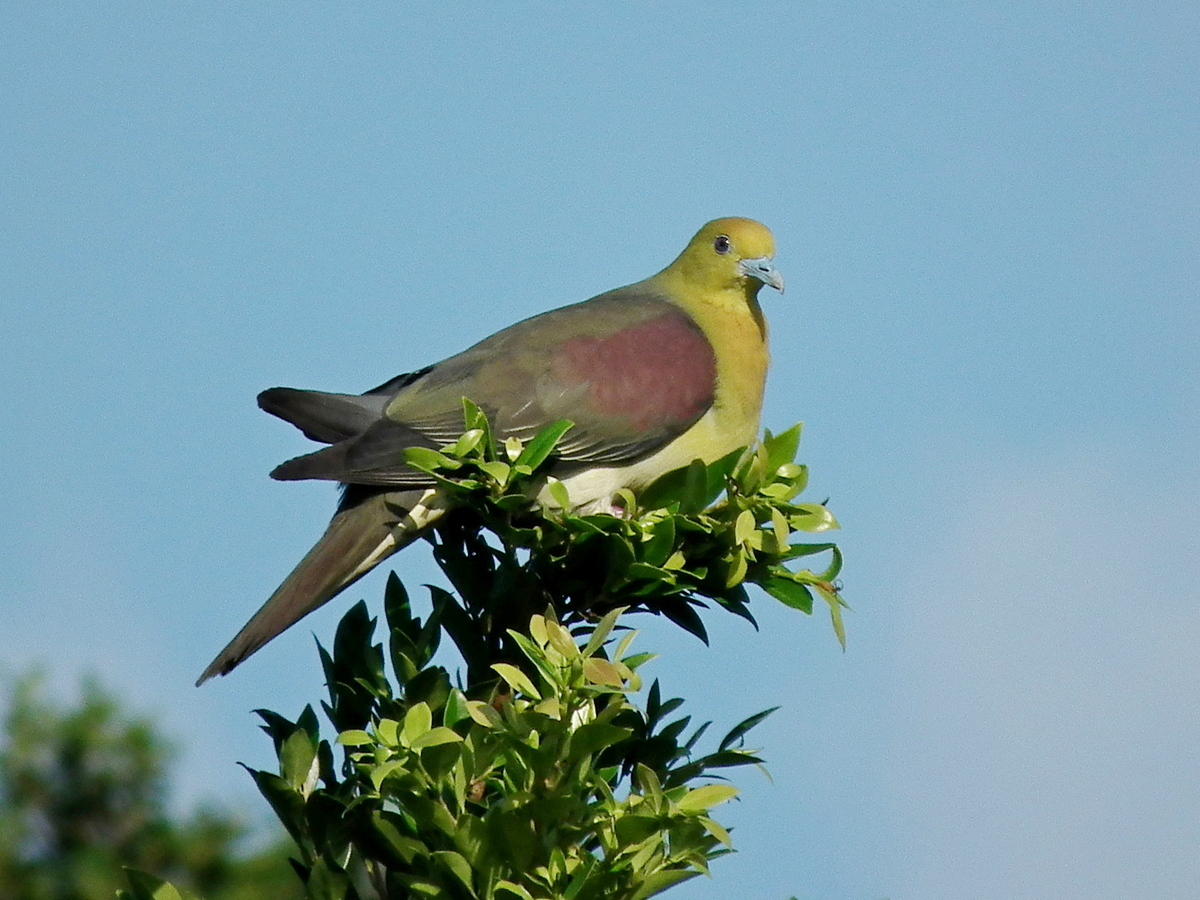
Siebold-Grüntaube

Die Siebold-Grüntaube erreicht eine Körperlänge von 36 Zentimeter. Sie ist eine mittelgroße, kompakt gebaute Taube, die etwa so groß ist wie eine kleine Stadttaube. Auf den Schwanz entfallen zwischen 10,3 und 12,2 Zentimeter. Der Schnabel ist zwischen 1,7 und 2,1 Zentimeter lang. Der Geschlechtsdimorphismus ist gering ausgeprägt.

### Männchen
Beim Männchen ist die Wachshaut des Schnabels nahezu unbefiedert. Der Vorderkopf ist leuchtend gelblich grün und geht am Nacken und Hals in ein dunkles olivgrün über. Der Mantel ist dunkelgrün mit einer schiefergrauen Färbung im vorderen Bereich. Die kleinen und mittleren Flügeldecken sind bei vielen Individuen violettbraun, der Flügelbug kann jedoch olivgrün sein. Die großen Flügeldecken sind schwarz und weisen an den Außenfahnen schmale zitronengelbe Säume auf. Die Armschwingen sind schwärzlich mit ebenfalls zitronengelben Außensäumen. Die Handschwingen sind schwarz mit einer sehr schmalen grüngelben Säumung an den Außenfahnen. Der Rücken und die Oberschwanzdecken sind dunkelgrün. Der Schwanz ist keilförmig gestuft. Die äußeren Steuerfedern sind schwärzlich mit einer olivfarbenen Überwaschung an den basalen Hälfte.
Das Kinn und die Kehle sind leuchtend gelb, die Ohrdecken sind dunkler. Die Brust ist leuchtend grüngelb mit einer individuell unterschiedlichen orangefarbenen Überwaschung. Der Bauch ist weißlich bis blass gelbbraun, sehr selten auch grünlich. Die Flanken sind olivgrau. Die Schenkel weisen außerdem eine dunkel olivfarbene Strichelung auf.
Die Iris ist pink bis violett mit einem blauen Innenring. Der schmale, unbefiederte Orbitalring ist blaugrau. Die Wachshaut und die Schnabelbasis ist leuchtend blau, die Schnabelspitze ist grauer. Die Füße sind rot bis violett.

### Weibchen
Die Weibchen ähneln den Männchen. Bei ihnen ist jedoch der Mantel nicht schiefergrau überwaschen und es fehlt die braunviolette Färbung auf den Flügeldecken. Die Brust ist matt grün. Eine orangefarbene Überwaschung, wie sie bei den Männchen vorkommt, fehlt vollständig.

## Verwechselungsmöglichkeiten
Im Verbreitungsgebiet der Siebold-Grünschwanztaube kommen mehrere andere Arten der Grüntauben vor, mit der sie verwechselt werden kann.
Die Keilschwanztaube ist kleiner und hat immer einen olivfarbenen Bauch. Die Formosa-Grüntaube ist dunkler, der Schwanz ist auf der Oberseite grün. Der Bauch ist dunkelgrün und die Männchen haben einen orangefarbenen Scheitel. Die Spitzschwanz-Grüntaube hat keine rotbraune Färbung auf den Flügeldecken, weist aber ansonsten große Ähnlichkeit mit der Siebold-Grünschwanztaube auf. Die Weißbauch-Grüntaube ist wesentlich kleiner, der Schwanz ist länger und spitzer. Die Unterschwanzdecken sind leuchtend gelb. Der Orbitalring ist sehr breit.

## Verbreitungsgebiet und Lebensraum
Das Verbreitungsgebiet der Siebold-Grüntaube ist Japan inklusive Hokkaidō und der Ryūkyū-Inseln, einer zu Japan gehörenden Inselgruppe im Ostchinesischen Meer (Pazifischer Ozean) südwestlich von Japan, die sich über 1.200 km zwischen Kyūshū und Taiwan erstreckt. Sie kommt außerdem auf Taiwan und der Insel Lan Yu vor. In China ist sie in Hebei, im Süden von Shaanxi, im Osten von Sichuan, in Fujian, Guizhou, Guangxi und Hainan sowie Hongkong vertreten. Sie kommt außerdem im Norden von Thailand, in Vietnam und in Laos vor.
Auf Japan ist die Siebold-Grüntaube überwiegend ein Zugvogel und ist nur im Sommerhalbjahr anzutreffen.
Die Siebold-Grüntaube ist ein Waldbewohner. Sie besiedelt Laub- und Mischwald und präferiert Primärwald. In Japan kommt sie sowohl in Wäldern der Tiefebenen als auch in Gebirgswälder bis 1500 Höhenmetern vor. Ihr Verbreitungsschwerpunkt sind jedoch Gebirgswälder zwischen 1000 und 1500 Höhenmetern. Im chinesischen Verbreitungsgebiet ist sie überwiegend in Höhenlagen zwischen 1375 und 1600 Höhenmetern anzutreffen. Auf Taiwan ist sie noch in Höhenlagen von 2300 Metern anzutreffen.

## Lebensweise
Die Siebold-Grüntaube lebt paarweise oder in kleinen Trupps von bis zu 10 Individuen. In Japan ist sie ein scheuer und heimlich lebender Vogel.
Sie lebt fast ausschließlich von Früchten und frisst bevorzugt Wilde Kirschen der Art Prunus maximowiczii, daneben aber auch Trauben der Rostroten Weinrebe und die Steinfrüchte von Hartriegel. Zu ihrer Winternahrung zählen Eicheln. Gewöhnlich werden die Früchte direkt von den Ästen gepickt. Nur gelegentlich kommt sie auch auf den Boden, um dort zu trinken. In Japan wird sie regelmäßig dabei beobachtet, wie sie an Mineralquellen oder in Meerwasser badet und dieses auch trinkt. An der Küste von Hokkaidō wurden dabei schon Trupps von bis zu 200 Vögeln beobachtet, im Landesinneren von Honshu sogar bis zu 440 Vögel. Dieses Verhalten wird nur während des Sommerhalbjahres beobachtet, was darauf hinweist, dass in ihrer Sommernahrung bestimmte Mineralstoffe fehlt.
Das Nest wird taubentypisch in Bäumen als lose Plattform von Ästchen errichtet. Das Gelege besteht aus zwei Eiern.

## Dedikationsnamen
Der deutsche Name und das Artepitheton sieboldii ehren Philipp Franz von Siebold. Siebold  (* 17. Februar 1796 in Würzburg; † 18. Oktober 1866 in München) war ein bayerischer Arzt, Japan- und Naturforscher, Ethnologe, Botaniker und Sammler. Er lebte von 1823 bis 1829 sowie von 1859 bis 1862 in Japan. Siebold ist einer der wichtigsten Zeugen des isolierten Japans der späten Edo-Zeit und wird auch im heutigen Japan hochverehrt.